# Norge i olympiska sommarspelen 1928
Norge deltog med 52 deltagare vid de olympiska sommarspelen 1928 i Amsterdam. Totalt vann de fyra medaljer och slutade på nittonde plats i medaljligan.

## Medaljer

### Guld
- Kronprins Olav av Norge, Johan Anker, Erik Anker och Haakon Bryhn - Segling, 6 m-klass

### Silver
- Arthur Qvist, Bjart Ording och Eugen Johansen - Ridsport, fälttävlan lag
- Henrik Robert - Segling, 12 fot dinghy

### Brons
- Olav Sunde - Friidrott, spjutkastning